# اسکووورودینو
شهر اسکووورودینو (به روسی: Сковородино) در کشور روسیه و در اوبلاست آمور واقع شده‌است.